# Depanthus pubescens
Depanthus pubescens är en tvåhjärtbladig växtart som beskrevs av André Guillaumin. Depanthus pubescens ingår i släktet Depanthus och familjen Gesneriaceae. Inga underarter finns listade i Catalogue of Life.